# Planned Parenthood
Planned Parenthood is een Amerikaanse non-profitorganisatie die reproductieve gezondheidszorg en gezinsplanning levert. De organisatie biedt zorg aan zwangere vrouwen, geeft seksuele voorlichting, draagt bij aan onderzoek en pleit voor de bescherming en uitbreiding van het recht op abortus. Binnen haar netwerk beheert Planned Parenthood meer dan zeshonderd klinieken in de Verenigde Staten.
Het ontstaan van de organisatie gaat terug op de opening van een anticonceptiekliniek in Brooklyn door Margaret Sanger in 1916. Voortbouwend op dit initiatief richtte ze in 1921 de American Birth Control League op, die in 1942 haar naam veranderde in Planned Parenthood.
In 2017 werd de Lasker-Bloomberg Public Service Award aan deze organisatie toegekend.